# يلي عليا
يلي عليا هي قرية في مقاطعة كليبر، إيران. عدد سكان هذه القرية هو 178 في سنة 2006.